# یش عتید
یِش عَتید (به عبری: יֵשׁ עָתִיד)٬ به معنای «وجود دارد آینده » - یک حزب سیاسی اسرائیلی است که در سال ۲۰۱۲ به رهبری یائیر لاپید روزنامه‌نگار سابق تأسیس شد. لاپید هدف از تأسیس این حزب را نمایندگی طبقه متوسط سکولار اعلام کرده بود که از نظر او محور جامعه اسرائیل را تشکیل می‌دهند. این حزب بیشتر بر مسائل شهری، اقتصادی-اجتماعی و مقررات حکومتی تأکید دارد. مقابله با نابرابری‌های اقتصادی و پایان دادن به معافیت سربازی یهودیان اولترا-ارتدکس از خواسته‌های این حزب است.
این حزب تازه تأسیس در انتخابات سال ۲۰۱۳ با تاکید بر میانه‌روی سیاسی و بهبود وضع اقتصادی توانست بخش قابل توجهی از طبقه متوسط اسرائیل را با خود همراه کند و بیشترین کرسی کنست را به دست آورد و با کسب ۱۹ کرسی در کنست (پارلمان ۱۲۰ نفری اسرائیل) بالاتر از تمام احزاب دیگر قرار گیرد که این نتیجه بسیار فراتر از حد انتظار بود. یش عتید سپس به دولت ائتلافی به ریاست بنیامین نتانیاهو از حزب لیکود پیوست و لاپید به عنوان وزیر دارایی منصوب شد. اختلاف نظر لاپید با نخست‌وزیر بر سر بودجه و برکناری او مهمترین عامل انحلال پارلمان و برگزاری زودهنگام انتخابات ۲۰۱۵ بود. آنها در این انتخابات موفق به کسب ۱۱ کرسی شده و هشت کرسی خود را از دست دادند.
یش‌عتید حامی ادامه مذاکرات صلح با فسلطینیان بر مبنای چاره دو کشوری و مخالف توسعه شهرک‌های یهودی‌نشین -بیشتر به دلیل جلوگیری از تعمیق شکاف میان اسرائیل و جامعه بین‌الملل است، با این حال بیت‌المقدس را بخشی جدانشدنی از اسرائیل می‌داند.